# Atrocalopteryx atrocyana
Atrocalopteryx atrocyana – gatunek ważki z rodziny świteziankowatych (Calopterygidae). Występuje w północnym Wietnamie oraz południowych i południowo-wschodnich Chinach (stwierdzony w prowincjach Guangdong i Kuejczou).